# 吕宋花鮨
吕宋花鮨（学名：Anthias luzonensis）为鮨科花鮨属的鱼类。其种加词“luzonensis”意为“菲律宾吕宋岛的”。分布于台湾南方澳等，常生活于岩礁海域。该物种的模式产地在菲律宾吕宋岛。